# Olisthaerus substriatus
Olisthaerus substriatus är en skalbaggsart som först beskrevs av Gustaf von Paykull 1790.  Olisthaerus substriatus ingår i släktet Olisthaerus, och familjen kortvingar. Enligt den svenska rödlistan är arten nära hotad i Sverige. Arten förekommer i Svealand, Nedre Norrland och Övre Norrland. Arten har tidigare förekommit i Götaland men är numera lokalt utdöd. Artens livsmiljö är skogslandskap.